# Микола Азаров
Микола Янович Азаров (на украински: Микола Янович Азаров) е украински проруски политик, който е премиер на Украйна от 11 март 2010 г. до 28 януари 2014 след подадена оставка. Той е бил Първи вицепремиер и финансов министър от 2002 г. до 2005 г. и от 2006 г. до 2007 г. Азаров също е бил изпълняващ длъжността министър-председател в първото правителство „Янукович“, първо, когато Виктор Янукович се кандидатира а президент, и за втори път, когато правителството му подава оставка.
След победата на Виктор Янукович на президентските избори от 2010 г. Азаров наследява Янукович като лидер на Партията на регионите и е назначен за премиер през март 2010 г.

## Ранен живот, образование и кариера
Азаров е роден на 17 декември 1947 г. в Калуга, СССР. Баща му е полуестонец, полуруснак на име Ян Робертович Пакло, а майка му се казва Йекатерина Квасникова. Рожденото му име е Николай Пакло. Той взима фамилията на жена си, Людмила Азарова, след сватбата. Азаров е бил студент в Московския държавен университет, където защитава докторат по геология и минералогия през 1971 г. До 1976 г. е работил в предприятието за въглища Тулаугол. През 1984 г. се мести в Донецк за постоянно и става заместник-директор в Украинския геологичен институт по минна геология и геомеханика. От 1991 г. е професор в Националния технически университет в Донецк.

## Политическа кариера
Азаров е служил като ръководител на бюджетарната комисия на Върховната рада (Украинския парламент) от 1994 г. до 1997 г.
Ръководител на Държавната администрация за данъчно облагане в Украйна. Азаров е бил ръководител на Държавната администрация за данъчно облагане в Украйна от 1996 г. до 2002 г. През този период са провеждани данъчни проверки с цел ограничаване на свободата на пресата в Украйна. На записи от касетния скандал, записан в офиса на Леонид Кучма от телохранителя на Кучма, Микола Мелниченко, се чува как Азаров използва служебното си положение за да подложи под натиск чиновници, които да осигурят преизбирането на Кучима през 1999 г. Критици също твърдят, че записите инкриминират Азаров и в други корупционни схеми, включително покриване на подкуп на националната петролна компания Нафтогаз, подпомагане на фалита на Slaviansk Bank (свързана с компанията за естествен газ на Юлия Тимошенко United Energy Systems of Ukraine) и нелегални инвестиции в кампанията на Кучма от 1999 г. Азаров отрича всички обвинения. През 2002 г., той обвинява президента на Slaviansk Bank, Борис Фелдман за „Касетния скандал“.

### Пръв вицепремиер и финансов министър
През 2001 г. Азаров става ръководител на Партията на регионите, но подава оставка след по-малко от година. През 2003 г. бива избран за председател на политическия съвет на Партията на регионите. През 2002 г. парламентарната група на European Choice го номинира за министър-председателския пост, но той отказва, давайки път на кандидатурата на Виктор Янукович, който поема премиерството и лидерската позиция в Партия на регионите. Следва назначението на Азаров за Пръв вицепремиер и финансов министър през ноември 2002 г., когато правителството „Янукович“ поема властта. По време на първото правителство „Янукович“ се провеждат икономически реформи, включващи фискални, данъчни, пенсионни и регулаторни. По време на първия си период период като финансов министър, Азаров отчита повишение на БВП, като през 2003 г. е 9,6%, а през 2004 г. става 12,1% с капитални вложения от 31,3% и 28,0%.
Азаров първо служи като изпълняващ длъжността министър-председател от 7 декември до 28 декември 2004, след като президентът Кучма налага принудителна ваканция на Янукович по време на Оранжевата революция. След успокояването на ситуацията, Янукович се опитва да си възвърне премиерския пост и след неуспеха подава оставка на 31 декември 2004 г. и Азаров бива назначен за изпълняващ длъжността премиер отново. Кабинетът „Янукович“ се разпуска официално на 24 януари 2005 г. Азаров остава силен политически съюзник на Янукович и отново става депутат от Партия на регионите след парламентарните избори от 2006 г. Когато Янукович става премиер отново на 4 август 2006 г., Азаров е избран за пръв вицепремиер и финансов министър във втория кабинет „Янукович“.

### Министър-председател
След като е избран за президент, Виктор Янукович на 21 февруари 2010 г. предлага три кандидата за министър-председател: Сергей Тигипко (член на фракцията Нашата Украйна), Арсений Яценюк и Азаров. Азаров е водил президентската кампания на Янукович през 2010 г. Върховната рада избира Азаров за премиер на 11 март 2010 г. От 343 регистрирани депутати в заседателната зала, 242 гласуват „За“. През следващия месец е избран и за ръководител на Партия на регионите. След оставката на Азаров от поста министър-председател от 3 декември 2012 г. неговият кабинет остава изпълняващ длъжността до встъпването в длъжност на следващия. На 5 декември Янукович казва, че Азаров има добри шансове да остане премиер, но много ще зависи от това какво обкръжение ще избере. На 9 декември Янукович го номинира за нов премиерски мандат. Тази номинация е одобрена от парламента на 13 декември 2012 г. На 24 декември 2012 г. президентът Янукович назначава втория кабинет „Азаров“.

## Семейство
Синът на Азаров, Олексий Азаров, е избран за народен представител след парламентарните избори от 2012 г.

## Културен и политически образ
Неговите руски корени често водят до обвинения от украински националисти в западните медии. Азаров говори лош украински. Въпреки това той обещава на избирателите си през март 2010 г., че неговото правителство ще говори украински. През април 2011 той обявавя „Аз се чувствам сто процента украинец“. В статия от 11 март 2010 г. от британския вестник „Гардиан“, Азаров бива обявен за най-русофилския член на новия кабинет. В същата статия анонимен украинец добавя „Той е много скучен и анти-популист“. Бившият член на Партията на регионите Тарас Чорновил казва, че влиятелният партиен член Ринат Ахметов и бизнес крилото на партията нямат добро мнение за Азаров. Чорновил твърди, че е чул съмишленици на Ахметов да казват „По-добре е да се занимаваме с Тимошенко, по-евтино е“. Общонационално проучване на Център Разумков от ноември 2010 г. показва, че само 13,2% от отговорилите напълно подкрепят неговото правителство, докато 45% не го подкрепят.
На 13 декември 2012 г. по време на парламентарна дискусия относно кандидатурата на Микола Азаров за премиер, депутатката Ирина Фарион публично изисква разяснение относно причината, поради която Азаров не може да усвои националния език. Кандидат-премиерът отговаря на развален украински, че ще подобри украинския си език.

## Възгледи
Премиерският офис на Азаров бива осветен от свещеник от Киевско-Печорската лавра малко след като бива избран за министър-председател през 2010 г. През март 2010 г. Азаров обявява, че няма жени министри в неговия кабинет, защото „реформите не попадат в женската компетенция“, добавяйки, че дълбоко уважава жените. След критики от жени политици у дома и от чужбина, Азаров обяснява, че е имал предвид, че не би искал никоя жена, особено ако има деца, да работи по 15 часа на ден, каквото е работното време на украински министър. Украински групи за защита на правата на жените са подали различни жалби против него. Според Азаров корупцията е един от най-големите проблеми на Украйна, „Ние трябва да се борим не само със случаите на корупция, а и с напълно корумпирани системи.“